# Municipio de Bismarck (Míchigan)
El municipio de Bismarck (en inglés: Bismarck Township) es un municipio ubicado en el condado de Presque Isle en el estado estadounidense de Míchigan. En el año 2010 tenía una población de 386 habitantes y una densidad poblacional de 2,13 personas por km².

## Geografía
El municipio de Bismarck se encuentra ubicado en las coordenadas 45°17′11″N 83°56′13″O / 45.28639, -83.93694. Según la Oficina del Censo de los Estados Unidos, el municipio tiene una superficie total de 181.37 km², de la cual 174,84 km² corresponden a tierra firme y (3,6 %) 6,52 km² es agua.

## Demografía
Según el censo de 2010, había 386 personas residiendo en el municipio de Bismarck. La densidad de población era de 2,13 hab./km². De los 386 habitantes, el municipio de Bismarck estaba compuesto por el 98,19 % blancos, el 0,26 % eran afroamericanos, el 0,78 % eran amerindios, el 0,26 % eran asiáticos y el 0,52 % eran de una mezcla de razas. Del total de la población el 0,78 % eran hispanos o latinos de cualquier raza.